# Zeferino Nandayapa
Zeferino Nandayapa Ralda (Chiapa de Corzo, 26 agosto 1931 – Tlalnepantla de Baz, 28 dicembre 2010) è stato un musicista, compositore e arrangiatore messicano.
È considerato il più importante marimbista messicano sia per i suoi adattamenti per la marimba del Chiapas di opere di Bach, Mozart, De Falla, Galindo, Liszt e Chopin, sia per averlo fatto conoscere in altri paesi del mondo.

## Biografia
All'età di tre anni, suo padre, un creatore di marimbe, gli fece una piccola con cui giocare. All'età di sette anni ha iniziato a eseguire melodie sulla marimba e ha formato il gruppo di bambini "Los Muchachitos", che ha eseguito musica popolare.
All'età di quindici anni si è trasferito a Città del Messico per studiare direzione d'orchestra al Conservatorio Nazionale di Musica. In quell'istituto, Blas Galindo era direttore e Carlos Chávez professore; Era amico di quest'ultimo e lo invitò addirittura a partecipare come interprete alla sua celebre opera Tambuco, alla quale rispose a Nandayapa: "Quello che hai scritto non si può suonare anche se metti i pattini, perché l'hai scritto pensando al pianoforte, e nella marimba le note sono molto lontane ". Più tardi, ha detto: "È stato molto divertente per Carlos Chávez, e da allora siamo diventati amici." 4 Tuttavia, nonostante quello che è successo alla musica di Chávez, Nandayapa ha guadagnato notorietà quando ha suonato i classici di Johann Sebastian sul suo strumento. Bach e Wolfgang Amadeus Mozart, mentre praticava le sue lezioni di pianoforte sulla marimba.
Tra i riconoscimenti ricevuti, il Premio Chiapas nel 1990 e il Premio Nazionale per le Scienze e le Arti nell'area delle Arti e Tradizioni Popolari nel 1996. È stato dichiarato "illustre cittadino" a Chiapa de Corzo nel 2009 e nel 2010 è stato nominato il 9 febbraio in quella popolazione come il "Giorno della Marimba Zeferino Nandayapa
Morì alle 18:35 di martedì 28 dicembre 2010 a Tlalnepantla, Stato del Messico, a seguito della caduta avuta il 13 dicembre in cui ha subito una lesione alla base del cranio, provocando infiammazione al cervello . I suoi resti sono stati cremati.